# Раш, Бенджамин
Бе́нджамин Раш (англ. Benjamin Rush; 24 декабря 1745 (4 января 1746), Байберри — 19 апреля 1813, Филадельфия) — американский просветитель, философ, общественный и политический деятель, физиолог и психиатр. В 1810 году ввёл в оборот термин транквилизатор. Считается «отцом американской психиатрии».

## Биография
Бенджамин Раш родился 24 декабря 1745 года (4 января 1746) в небольшом городке Байберри (Филадельфия) в семье фермеров. Он был четвёртым из семи детей. В шестилетнем возрасте Бенджамин потерял отца, и все заботы о семье легли на мать.
В восьмилетнем возрасте Б. Раш был отправлен к родственникам в Сисил, где получил основы классического образования.
В 1759 году Б. Раш поступил в Колледж Нью-Джерси, который окончил со степенью бакалавра гуманитарных наук. Попав на один из первых лекционных курсов по анатомии, прочитанных в США, Раш увлёкся медициной. С 1761 по 1766 год он учился под руководством доктора Джона Редмана в Пенсильванском университете. С 1766 по 1768 год Б. Раш, по предложению Редмана, изучал медицину в Эдинбургском университете и получил степень магистра. После учебы Б. Раш год работал в больнице в Лондоне, полгода в Париже, а затем вернулся в Филадельфию. В Лондоне он познакомился и сблизился с Бенджамином Франклином и английскими радикалами, что способствовало развитию и укреплению его республиканских взглядов.
В 1769 году Б. Раш начал врачебную практику в Филадельфии, одновременно заняв должность профессора химии в Колледже Филадельфии (ныне Пенсильванский университет), впервые учрежденную в колониях. В 1791 году он занял должность постоянного профессора теоретической и практической медицины и клинической практики в Пенсильванском университете.
Б. Раш являлся членом Американского философского общества, основанного Б. Франклином. В последние годы жизни он был избран председателем Медицинского общества в Пенсильвании.
Бенджамин Раш был женат на Джулии Стоктон, дочери Ричарда Стоктона. В браке родилось 13 детей. Старший сын, Джон, во время службы в ВМС США подрался со своим другом и убил его. В течение года после этого он пытался совершить самоубийство. После его возвращения домой Бенджамин Раш поместил Джона в психиатрическое отделение больницы в Пенсильвании, где тот и умер спустя 27 лет. Второй сын, Ричард, стал известным государственным деятелем США.
Бенджамин Раш скончался от сыпного тифа 19 апреля 1813 года.

## Общественная и политическая деятельность
С самого начала конфликта колоний с метрополией Бенджамин Раш стал активным сторонником независимости колоний. Во время войны за независимость Б. Раш был главным врачом американской армии. В 1776 году он был делегатом от Пенсильвании на Втором Континентальном конгрессе и подписал вместе с другими представителями колоний Декларацию независимости. В 1787 году, будучи членом Законодательного собрания Пенсильвании, принимал участие в обсуждении и ратификации американской Конституции. По приглашению президента Джона Адамса Б. Раш стал казначеем Монетного двора США, оставаясь в этой должности последние 14 лет жизни.

Д. Трамбулл, «Декларация независимости». Б. Раш изображён среди десяти сидящих конгрессменов

В 1774 году Б. Раш стал одним из главных организаторов Пенсильванского общества содействия отмене рабства негров, а в 1803 году стал президентом этого общества. После окончания войны за независимость Бенджамин Раш приложил немало усилий к созданию первой бесплатной больницы в Соединенных Штатах. Был активным участником становления и развития системы образования в США, чему посвятил ряд своих научных работ. Он считал, что американское образование должно базироваться на двух основных столпах — моральных принципах христианства и принципах республиканизма.
Бенджамин Раш был сторонником создания систематического формального женского образования. В качестве аргументов в защиту женского образования Б. Раш указывал на роль женщин в обществе и то влияние, которое они на это общество оказывают. При всём этом, много раз упоминая и ссылаясь в своих работах на принципы республиканизма, он вовсе не распространял принцип эгалитаризма на женщин. Почти все обоснования необходимости женского образования так или иначе исходили из полезности женской образованности для мужчин. В последние годы жизни Бенджамин Раш в своих письмах отмечал, что женщины, получив образование, очень по-разному начинают смотреть на мир и своё положение в этом мире, и многие из них перестают мириться со своим положением. Это было «революционным разочарованием» Б. Раша.

## Научная деятельность
Б. Раш занимался многими вопросами — внедрением гигиены, борьбой с алкоголизмом и курением, диетологией, искал способы лечения туберкулеза, водянки, подагры. Много времени он посвятил изучению умственных отклонений. Его труд «Медицинские исследования и наблюдения за болезнями мозга», в котором Б. Раш высказал предположение о соматической природе психических болезней, переиздавался 5 раз, став первым серьезным исследованием по психиатрии в США. Бенджамин Раш настойчиво боролся за признание своих сумасшедших пациентов больными людьми, отношение к которым должно быть гуманным — их нельзя держать в темницах на цепях, подвергая побоям. За свою деятельность Б. Раш получил титул «отца американской психиатрии», его считали одним из лучших американских врачей того времени, а его портрет был помещён на официальную печать Американской психиатрической ассоциации.

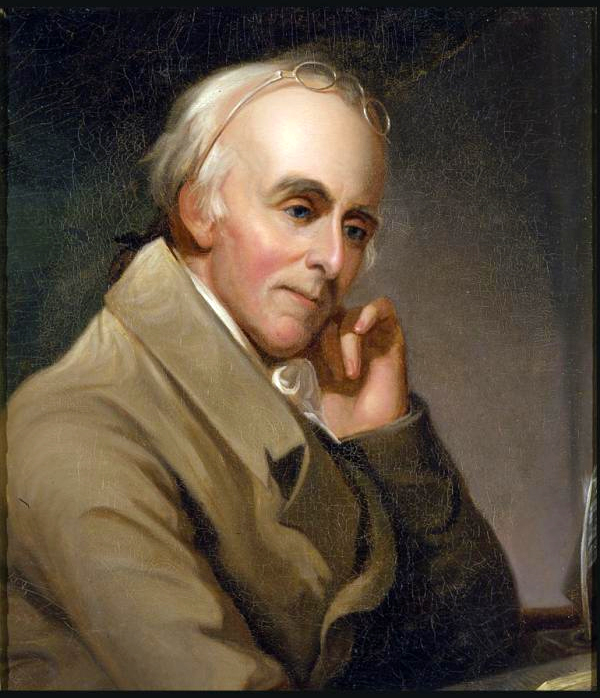
Бенджамин Раш

Во время эпидемии жёлтой лихорадки 1793 года Б. Раш нашёл действенный способ лечения этой болезни, чем спас несколько сот жизней в Филадельфии. Его труды и методы лечения получили признание в Европе, откуда пришло несколько наград. В том числе — медаль от короля Пруссии и золотой перстень с бриллиантом от российского императора Александра I.
Б. Раш полагал, что преступления — это болезни. Один из предложенных им классов душевных заболеваний назывался расстройством воли. Убийство и воровство — «симптомы» болезни. Кроме этого, Раш считал и ложь заболеванием, даже «…телесным заболеванием. Люди, больные им, не способны говорить правду ни по какому предмету». Он полагал, что для исцеления сумасшествия врач должен достичь абсолютного контроля над личностью душевнобольного.
Б. Раш считал, что причиной безумия является застоявшаяся кровь. В 1810 году он изобрёл устройство, которое назвал транквилизатор (успокоитель). Успокоитель состоял из кресла, в котором пациента закрепляли с руками и ногами, а также устройства для закрепления головы пациента в определенном положении. Этот аппарат был предназначен для понижения пульса пациента за счет ослабления мускульной активности тела пациента, а затем его голову охлаждали мешком со льдом или холодной водой. Другим вкладом Б. Раша в психиатрическую терапию стала машина, которую он называл гиратор. Она состояла из вращающейся доски, к которой привязывали пациентов, страдающих от «тихого сумасшествия», так чтобы голова находилась как можно дальше от центра. Её было можно вращать с дикой скоростью, вызывая сильный приток крови к голове.
Бенджамин Раш считал, что негры страдали от врождённой проказы, которая «…проявлялась в столь мягкой форме, что избыточная пигментация становилась её единственным симптомом». Этой теорией Б. Раш превратил негров в медицински безопасный вид, одновременно призвав к их сексуальной сегрегации как носителей ужасающей наследственной болезни. Именно поэтому в обиход ввели разделение мест для белых и чёрных — чтобы белые не заразились.
Б. Раш рассматривал трудовое воспитание как важнейший источник нравственного совершенствования личности, как средство борьбы с пороком. Доказывал, с одной стороны, первичность материальных причин по отношению к душевным процессам, с другой — обратное влияние психических состояний на телесные. Этот подход был положен Б. Рашем в основу его концепции психотерапии, вместе с тем он имел и политический смысл — свобода личности в условиях демократии расценивалась как фактор, который посредством деятельности души способствует физическому и нравствственному благополучию. По своим философским взглядам Б. Раш принадлежал к правому крылу деистического направления в американском Просвещении. Творчество Раша отмечено эклектизмом и попытками примирить науку с религией.

## Публикации на русском языке
- Раш Б. Влияние физических причин на моральную способность // «Американские просветители. Избранные произведения в двух томах». Том 1. — М.: Мысль, 1968.
- Раш Б. Лекции о животной жизни // «Американские просветители. Избранные произведения в двух томах». Том 1. — М.: Мысль, 1968.

## Память
Его именем назван округ в Индиане и его столица.

## Образ в кино
- «Джон Адамс» (2008)